# Alpinia conferta
Alpinia conferta là một loài thực vật có hoa trong họ Gừng. Loài này được B.L.Burtt & R.M.Sm. mô tả khoa học đầu tiên năm 1972.